# Alejandría de Gedrosia

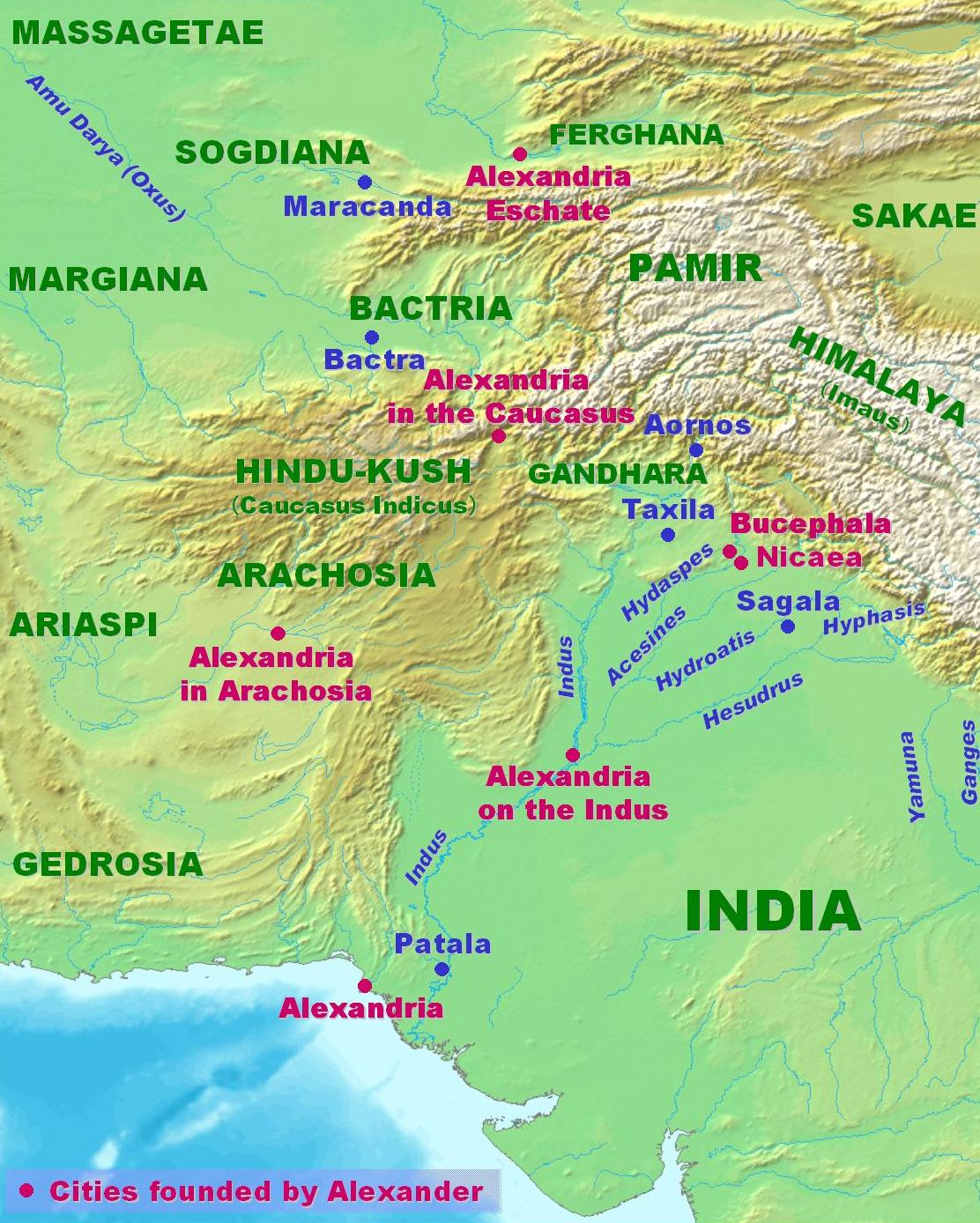
Está en el mapa al suroeste de Patala, en la desembocadura del Indo.

Alejandría de Gedrosia o Alejandría de Oritania fue una de las más de setenta ciudades fundadas o rebautizadas por Alejandro Magno.
La ciudad fue fundada por Alejandro en el año 325 a. C., después de que su ejército se hubiera separado de Nearco y de sus naves cerca de la desembocadura del río Indo. Las fuentes dicen que se construyó aquella ciudad en Oritania, muy bien fortificada, y que la dejó en manos de Hefestión. Leonado construyó otra ciudad en otoño del año 325 a. C,. cerca de Rambacia, la ciudad más grande en Oritania. Alejandría se pobló con caballeros del ejército retirados, procedentes de Aracosia.
Según el Periplo del mar Eritreo Alejandro quería que aquella ciudad controlara el comercio de las especias que venían de la India a través de los pasos de Kandahar. Esta obra, escrita cuatro siglos después de la expedición de Alejandro, dice que la comarca «produce mucho trigo, vino, arroz y dátiles, pero que en toda la costa no hay más que Bdellium».